# Axelay
AXELAY / アクスレイ (conocido como "Interstellar Spaceship Axelay" en Japón) es un juego para Super Famicom desarrollado por Konami, un Matamarcianos lateral y vertical a la vez lanzado el 11 de septiembre de 1992, a finales del mismo mes para Super Nintendo en EE. UU. y, posteriormente, el 30 de septiembre de 1993, para Super Nintendo en Europa.
Su principal aportación fue la alternancia de niveles de desarrollo clásico horizontal con otros niveles que transcurrían en pseudo 3-D, gracias al destacado uso del modo 7 (una de las cualidades de la consola).
El desarrollo del juego es muy dinámico y nada monótono, aún tratándose de un shooter. Sus gráficos y soundtrack se encuentran entre los mejores (o el mejor) de todo el catálogo del sistema. Las pistas se amoldan a la perfección con los distintos ambientes del juego, claro ejemplo es la escena "Urbanite" ( 3.er Nivel ) con su melancólica y dulce melodía "Mother", con increíbles arreglos saxofónicos propios del Jazz, "slaps" de un buen bajo Funk y un Punk meloso y aventurero que hace que quieras perder vidas para volver a oír la dichosa canción, inolvidable...
El juego consta de seis niveles, lo que lo hizo merecedor de algunas críticas pues un buen jugador lo puede terminar en un par de horas. El juego recibió muy buenos reviews en las revistas principales de videojuegos, por ejemplo en la Electronic Gaming Monthly (Edición de USA) sacó un calificación de 8,9,9,9 (cuatro editores calificaban).
Entre quienes participaron en su desarrollo se encuentra Kazuhiko Ishida. quien junto a otros miembros activos de Konami dejarían la empresa para fundar Treasure Co. Ltd.
Axelay, sin embargo, está disponible a partir del 12 de noviembre de 2007 en la Consola Virtual de la Wii.

## Argumento y jugabilidad
Axelay toma lugar en el sistema solar ficticio Illis. Sin embargo, Armada of Annihilation, una armada alienígena, había atacado a Illis y había capturado varios planetas, incluyendo Corliss (Mother en la versión japonesa). Un piloto desconocido ocupa la nave D117B Axelay y despega jurando detener la invasión.

### Configuración
Al empezar el juego, los jugadores deben configurar sus tres armas divididas en frontal, lateral y misiles. Si la nave es dañada, no se puede elegir el arma que fue dañado, ya que las armas por defecto son ametralladoras y misiles laterales. Si se daña la nave en donde el arma fue dañado con anterioridad o se estrella contra un obstáculo o un enemigo, al jugador le hará perder una vida y cuando se le acabe las vidas, se acaba el juego, el cual tiene un número limitado de fichas para empezar desde el último nivel en que quedó. El jugador puede cambiar de arma a mitad de partida entre arma frontal, lateral y misiles.
Armas frontales
- Cañón de protones: Son más potentes que las ametralladoras comunes. Se instala en la sección de ametralladoras.
- Rayos guiados: Lanza seis rayos láser que van teledirigidos a los enemigos. Se instala en la sección de ametralladoras.
- Láser Wind: Atraviesa muros y naves enemigas. El jugador controla el ángulo de ataque. Se instala en la sección de misiles, dejando libre las ametralladoras.

Armas laterales
- Cañones laterales: Dos ametralladoras comunes que disparan de atrás hacia adelante y retrocede si el jugador deja de disparar. Se instala en la sección de ametralladoras.
- Morning Star: Carga algunos rayos que giran hacia afuera al disparar y esparce hacia afuera si el jugador deja de disparar. Se instala en la sección de ametralladoras.

Misiles
- Misiles Macro: Cuatro misiles son lanzados desde el frente en vez de desde al lado. Se instala en la sección de misiles.
- Bombas normales: Cuatro bombas que son propulsadas al soltar y estallan al caer al suelo, obstáculo o enemigo. Se instala en la sección de misiles.
- Bombas traseras: Lanza varias bombas desde atrás. Se instala en la sección de misiles.

### Niveles
Los niveles 1, 3 y 5 son verticales, corresponden a niveles exteriores, y usan el modo 7 en donde la zona de puntaje corresponde al cielo. Los niveles 2, 4 y 6 son horizontales y corresponden a interiores con obstáculos.
- Nivel 1: planeta Cumuluses

Al principio, el jugador solo posee un cañón de protones como arma frontal, cañones laterales como arma lateral y misiles macro como misiles y empieza  en el planeta Cumuluses. Este nivel no tiene límite de ángulos de ataque (salvo batalla contra jefes, en donde el ángulo de ataque es fijo), pero por limitaciones siempre ataca hacia arriba.
- Nivel 2: colonia espacial Tralieb

El jugador puede elegir como misiles las bombas normales, y entra a la colonia espacial Tralieb, en donde aparece varios obstáculos de la misma colonia.
- Nivel 3: Urbanite

El jugador puede elegir como arma frontal rayos homming y entra a Urbanite. El ángulo de ese nivel es límitado y hay trampas.
- Nivel 4: caverna de agua

El jugador puede elegir como misiles las bombas traseras, y entra a la caverna de agua, en donde aparece varios obstáculos de la misma caverna y tiene alturas distintas.
- Nivel 5: Sector 3

El jugador puede elegir como arma lateral morning star y entra al planeta de lava Sector 3. Este planeta no tiene zonas anguladas, y el jugador solo se enfoca a eliminar a varios enemigos y esquivar lava saltando.
- Nivel 6: Armada of Annihilation

El jugador puede usar láser Wind como arma frontal. De todos modos, entra al último nivel que es lateral, en donde la primera parte es ángulo completo (pero por limitaciones siempre ataca hacia la derecha). Después de destruir algunas naves de Armada of Annihilation, el ángulo de combate cambia a fijo y entra a una colonia alienígena, en donde debe esquivar los obstáculos. Llegando al núcleo, aparece el último jefe. Si se destruye el núcleo que retiene el jefe, este sale y la colonia empieza a destruirse. Si el jefe es eliminado, Axelay sale de la colonia antes de que se desintegrara por completo. El piloto, malherido, regresa a su planeta natal tras completar su misión.
Al jugarlo dos veces en modo difícil, aparece "See you in Axelay 2" (Nos vemos en Axelay 2), lo que toda la audiencia creía que sacaría una secuela, pero Konami descartó la idea debido a las bajas ventas y Axelay 2 terminaría siendo vaporware.
- Datos: Q2414296